# Kailash
Kailash är ett berg i bergskedjan Gangdise beläget i Ngari-prefekturen i Tibet. Berget är heligt för de fyra asiatiska religionerna buddhism, hinduism, bon och jainism. Det var här guden Shiva nedsteg till jorden. Berget ligger tre mil norr om den heliga sjön Manasarovar. De fyra floderna Ganges, Brahmaputra, Sutlej och Indus har sina källor runt berget. En del tror att Kailash är berget Meru varifrån arierna kommit. I Sultejdalen nära Kailash låg silverpalatset med Bun-po-religionens heliga kungarike. Detta förstördes av de nykonverterade buddhisterna i Lhasa som innan dess hade skonat detta land i sina erövringar.
På grund av bergets stora religiösa betydelse är det ännu inte bestiget av bergsklättrare. Flera försök har dock gjorts. 1926 planerade Hugh Ruttledge att bestiga berget från norrsidan. Dock ansåg han att den sidan var alltför svår att bestiga. Istället planerade han att bestiga den nordöstra sidan, men han fick ont om tid och planerna lades på hyllan.